# شیت کمرزرد
شیت‌کمرزرد، روستایی از توابع بخش مرکزی شهرستان اسلام‌آباد غرب در استان کرمانشاه ایران است.

## جمعیت
این روستا در دهستان حسن‌آباد قرار دارد و براساس سرشماری مرکز آمار ایران در سال ۱۳۸۵، جمعیت آن ۳۲۲ نفر (۶۷خانوار) بوده‌است.